# Polybius
Polybios sau Polibiu (greacă: Πολύβιος), cca 208 - cca 120 î.Hr., fiul lui Lycortas. Om politic și istoric grec, originar din Megalopolis. 

Autor a unei vaste istorii a lumii mediteraneene între 218 î.Hr. (începutul celui de-al doilea război punic) și 146 î.Hr. (cucerirea și distrugerea Cartaginei). 

Interesul său se îndreaptă spre faptele militare și politice, dar și spre psihologia personajelor și cadrul natural al evenimentelor pe care le relatează. Din cele 40 de cărți, câte numărau Istoriile, s-au păstrat în întregime primele cinci, iar din celelalte, fragmente. În 167 î.Hr. ajunge la Roma ca ostatic. Polibiu l-a avut ca model pe Tucidide, iar el va fi la rândul său model pentru istorici până la Machiavelli și Montesquieu.  A încercat să lupte pentru independența cetăților grecești. De asemenea, a încercat să explice ascesiunea Imperiului Roman din perioada sa. El susține că datorită legilor impuse de autorităti, Imperiul Roman a reușit să evolueze. În viziunea lui Polybius, existau trei forme de guvernare care pot evolua în forme negative: Monarhie, care poate evolua în tiranie; aristocrație, care poate deveni oligarhie și democrație, care poate deveni ohlocrație /(tirania mulțimilor).  